# Luciano Cordeiro
Luciano Baptista Cordeiro de Sousa (Mirandela, 21 de juliol de 1844 — Lisboa, 24 de desembre de 1900) va ser un escriptor, historiador, polític i geògraf portuguès.
Luciano Cordeiro va estudiar a Funchal, a l'illa de Madeira. Es llicencià en lletres el 1867 i esdevingué professor de filosofia i literatura al Col·legi Militar de 1871 a 1874.
Va ser director temporal del diari Revolução de Setembro el 1869 i fundador de la Revista de Portugal e Brasil i el diari Comércio de Lisboa.
L'any 1876 va fundar la Sociedade de Geografia on va realitzar una feina intensa.
Afiliat al Partit Regenerador i fou elegit diputat de la circumscripció de Mogadouro durant la legislatura de 1882 a 1884 i de la circumscripció de Leiria el 1884.
Cordeiro generà un gran impuls a la propaganda africanista i al moviment colonialista i defensà ardentment els interessos de Portugal a África. Es va destacar per les seves intervencions defensant aquestes posicions tant al Congrés de Geografia Colonial que es va realitzar a París el 1878 com a la Conferència de Berlín del 1884.
La seva extensa acció editorial compta amb obres diverses, publicades en els àmbits de la crítica literària, de la historia, dels afers colonials, de l'economia i de la política. Les seves obres de geografia especialitzades sobre Àfrica van influenciar profundament l'explorador Serpa Pinto.

## Obres
- Livro de crítica (1869)
- Segundo Livro de crítica (1871)
- De la part prise par les Portugais dans la découverte de l'Amérique (1875)
- L'Hydrographie africaine" (1879)
- Dos Bancos portuguezes (1873)
- Viagens (1874-1875)
- Estros e palcos (1874)
- Como se perdeu Ormuz (1885)
- Soror Marianna (1888)